# Jan Hostáň
Jan Hostáň (2. června 1898 Brzice (okres Náchod) – 16. května 1982 Praha) byl český levicový spisovatel a pedagog.

## Život

### Mládí
Jan Hostáň pocházel z učitelské rodiny. Jeho otec Jan Hostáň starší (1869–1940) byl učitel a řídící učitel v menších obcích. Byl autor šachových úloh a divadelních her, básní a písní, propagoval racionální chov ryb.
Po absolvování základní školy v Brzicích byl Jan Hostáň v roce 1909 přijat na gymnázium ve Dvoře Králové. Jako osmnáctiletý byl v roce 1916 povolán do armády a převelen na východní frontu.

### Levicový pedagog a aktivista
Po první světové válce krátce studoval lékařskou fakultu na Karlově univerzitě. Studium neukončil a absolvoval kurs při učitelském ústavu v Praze. V roce 1920 nastoupil jako učitel, nejprve v Záluží u Mostu, krátce v rodných Brzicích a v letech 1922 až 1927 učil na Volné socialistické škole práce v Kladně.
V roce 1921 vstoupil do KSČ. Jeho politické postoje způsobily, že byl po odvolání z Volné socialistické školy práce často překládán na různé školy. Od roku 1932 byl zaměstnán v redakci Státního nakladatelství v Praze. Intenzivně se věnoval četbě pro děti, přednášel (zejména o SSSR a dětské literatuře) a spolupracoval s rozhlasem.
Za nacistické okupace se navrátil k učitelskému povolání v Praze-Vršovicích. V době květnové revoluce byl jako rukojmí vězněn s dalšími obyvateli Spořilova (Hostáňovo bydliště) na Pankráci, odkud byl osvobozen 9. května 1945.

### Poválečné aktivity
V roce 1946 podepsal prokomunistické „Májové poselství kulturních pracovníků českému lidu!“ publikované před parlamentními volbami do Národního shromáždění. Tento předvolební manifest podepsalo celkem 843 kulturních pracovníků a komunisté volby vyhráli. V roce 1948 podepsal výzvu prokomunistické inteligence Kupředu, zpátky ni krok!, jež byla vydána dne 25. února 1948 na podporu komunistického převratu.
Podle vzpomínek spisovatele A. C. Nora roznášel Jan Hostáň po invazi v roce 1968 do schránek na Spořilově Zprávy (okupační tiskovina tištěná v NDR a distribuovaná na československém území v masovém nákladu od 30. srpna 1968 do 10. května 1969, zmíněna i v posledním dopise Jana Palacha). V sedmdesátých letech se po zákazu Svazu československých spisovatelů podílel na založení normalizačního Svazu spisovatelů. V roce 1977 byl signatářem prohlášení Za nové tvůrčí činy ve jménu socialismu a míru, tzv. „Anticharty“. Komunistickým režimem byl oceněn Řádem práce.

### Zaměstnání, rodina
Po válce se vrátil do Státního nakladatelství v Praze, kde pracoval nejprve jako správce, později jako jeho vrchní ředitel. Přednášel o dětské literatuře na odborných učilištích a v knihovnických kurzech. Od roku 1951 až do svého důchodu se opět stal pedagogem. Jeho posledním působištěm byla základní škola v Baarově ulici (Praha 4), kde byl  v letech 1953–1959 ředitelem. Dcera Jana Hostáně se provdala za romanistu Jana Otokara Fischera.

## Dílo
Některé pedagogické pomůcky a jiné publikace Jana Hostáně vyšly i v němčině nebo slovenštině (zde neuvedeny). Většina jeho prací byla věnována dětem, ať už jako učební pomůcky nebo četba pro děti. Mezi nejznámější z Hostáňových děl patří opakovaně vydávaná sbírka veršů pro děti Repetilka.

### Časopisecké práce
Za první republiky psal převážně pro levicové časopisy a deníky jako Proletkult, Rudé právo, Rudé květy a jiné.
V letech 1935 byl členem redakční rady časopisu Mladý svět".
Po roce 1945 přispíval pravidelně do dětského časopisu Mateřídouška a dalších.

### Knižní vydání (pseudonymy)
Jan Hostáň publikoval též pod řadou pseudonymů a šifer, např.:
- Kladivo, srp a pero (36 pohádek, pseudonym Faun; Praha, Rudolf Rejman, 1923)
- Ve stanu divokých skautů (skautská povídka, pseudonym Faun, ilustrace Rudolf Švajdler; Praha, Komunistické nakladatelství a knihkupectví, 1924)
- Práce mezi dětmi (pseudonym Faun; Praha, Federace dělnických. tělocvičných jednot československých, 1925)
- Loutkové a divadelní hry pro děti (pseudonym Faun; Praha, Federace proletářské tělovýchovy, 1926)
- Příhody malého rybáře (pseudonym Faun; Praha, Komunistické nakladatelství a knihkupectví 1926 a Svoboda 1946)
- Lící k východu (básně, pseudonym Faun; V Praze, Komunistické nakladatelství, 1927)
- Veselá besídka a Veselé koření pro besídky (pseudonym Faun; Praha, Federace proletářské tělovýchovy, 1928)
- Přednášky o bleše (pseudonym Faun; V Praze, Socialistické sdružení učitelské, 1929)
- Dikobrazova střelnice (epigramy, pseudonym A. Siven; Praha, Nový svět, 1931)

### Knižní vydání (pod vlastním jménem)
- U dětské postýlky (Praha, Nový Svět, 1930)
- Kráva, naše potěšení (Ilustrovali B. Vejrychová-Solarová a R. Vejrych; V Praze Státní nakladatelství, 1931)
- Co dokáže elektřina (autoři J. Hostáň, A. Sturm, B. Vejrychová-Solarová, R. Vejrych; V Praze, Státní nakladatelství, 1932)
- Co se kde děje, když spíš (autoři J. Hostáň, Dr. A. Sturm, B. Vejrychová-Solarová, R. Vejrych; V Praze, Státní nakladatelství, 1932, 1938, 1947)
- Karlíček na houbách (Ilustrovali B. Vejrychová-Solarová a R. Vejrych; V Praze, Státní nakladatelství 1932 a Školní nakladatelství 1940)
- Kůň nebo auto? (Ilustrovali B. Vejrychová-Solarová a R. Vejrych; V Praze, Státní nakladatelství 1932, 1938)
- Poklady Národního musea (autoři J. Hostáň, Dr. A. Sturm, B. Vejrychová-Solarová, R. Vejrych; V Praze, Státní nakladatelství, 1932
- Veselé prázdniny (zápisky Jendy Kroutilova z prázdninové osady (autoři J. Hostáň, A. Sturm, B. Vejrychová-Solarová, R. Vejrych; V Praze, Státní nakladatelství, 1932)
- Co rád jíš (autoři Jan Hostáň, A. Šturm, ilustrovala] B. Vejrychová-Solarová; V Praze, Státní nakladatelství, 1933)
- Jinak pradědečkové a jinak my (Ilustrovala B. Vejrychová-Solarová; V Praze, Státní nakladatelství 1933, 1938)
- Pes a kočka (ilustrovali B. Vejrychová-Solarová a R. Vejrych; V Praze, Státní nakladatelství, 1933)
- V potoce svět uzřela, u kuchařky umřela (ilustrovali B. Vejrychová-Solarová a R. Vejrych; V Praze, Školní nakladatelství, 1933)
- Ve skautském táboře (ilustroval Jiří Wala; V Praze, Dědictví Komenského, 1933)
- Bílé zlato (V Praze, Státní nakladatelství 1934, 1947)
- Práce strojů (Autoři J. Hostáň, A. Sturm, B. Vejrychová-Solarová, R. Vejrych; V Praze, Státní nakladatelství, 1934)
- Afrika (ilustrovali B. Vejrychová-Solarová a R. Vejrych; V Praze, Státní nakladatelství, 1935)
- Děti u novostavby (ilustroval Fr. Procházka-Pauker; V Praze, Školní nakladatelství 1935, 1947)
- Chtěj být spisovatelem (ilustrace Fr. Procházka-Pauker; V Praze, Státní nakladatelství, 1935)
- Jsou rostliny živé jako my? (ilustrace B. Vejrychová-Solarová a R. Vejrych; V Praze, Státní nakladatelství, 1935)
- O filmu (V Praze, Státní nakladatelství, 1935)
- Verše z hrobu (Praha, Miloš Chvála, 1935 a 1937)
- Co dovede radio (autoři Jan Hostáň, Bedřich Pěkný; V Praze, Státní nakladatelství, 1936 Zobrazení exemplářů s možností jejich objednání
- Děti hrají divadlo (ilustroval Fr. Procházka-Pauker; V Praze, Státní nakladatelství, 1936)
- Napiš si noviny sám! (obrázky kreslil František Procházka-Pauker; V Praze, Státní nakladatelství, 1936)
- Obrázková zpráva o úmrtí a pohřbu presidenta Osvoboditele (napsali Václav Osvald a Jan Hostáň; V Praze, Státní nakladatelství, 1937)
- V zemi Eskymáků (s obrázky Jaroslava Štiky; V Praze, Státní nakladatelství 1937, 1945, 1947)
- Můj deník (zápisky Pepíka Nováka, žáka obecné školy, obrázky F. Procházky-Paukra; V Praze, Státní nakladatelství, 1938)
- Obrázková zpráva o prvním dvacetiletí Československé republiky [1918-1938] (autoři Hostáň, Osvald, Hořejš; V Praze, Státní nakladatelství, 1938)
- Proč jsi Čechoslovák (mapy a diagramy kreslil A. Tschinkel; V Praze, Státní nakladatelství, 1938)
- Zázraky ohnivé vody(V Praze, Státní nakladatelství, 1938)
- Co dvě děti dovedou (kreslil Fr. Ketzek; V Praze, Státní nakladatelství, 1939)
- Pro dětskou knihu – o významu dětské knihy, o týdnu dětské knihy, o výstavě knih, o hovoru s rodiči, o dětské besídce, o žákovských a jiných knihovnách (V Praze, Školní nakladatelství pro Čechy a Moravu, 1939)
- Repetilka (verše pro nejmenší čtenáře a nečtenáře, obrázky kreslil František Ketzek; V Praze, Státní nakladatelství 1939, 1945, 1946)
- Život broučků (obrázky kreslila Bož. Vejrychová-Solarová; V Praze, Školní nakladatelství pro Čechy a Moravu 1939, Státní nakladatelství 1946)
- Čím zdokonalovat sloh? (autoři Marie Adamcová a Jan Hostáň; V Praze, Školní nakladatelství pro Čechy a Moravu, 1941)
- Repetilka – verše pro nejmenší čtenáře a nečtenáře (kniha veselých veršů pro děti, obrázky kreslil František Ketzek; V Praze, Školní nakladatelství, 1941) * Přírodopisný zápisník (obrázky nakreslil Josef Kabát;cV Praze, Školní nakladatelství pro Čechy a Moravu, 1943)
- V háječku a v lese (básně pro malé čtenáře a pro nečtenáře; V Praze, Školní nakladatelství pro Čechy a Moravu 1943, 1944, Státní nakladatelství 1945, 1947, 1948)
- Zoo (Zlín, Tisk, 1944)
- Jubileum Národního podniku - jubileum celého národa (Praha, Národní podnik, 1945)
- Co dvě děti dovedou (Obrázky nakreslil František Ketzek; V Praze, Státní nakladatelství, 1946)
- Jak bojovalo Československo (Přehled dějin našeho státu od r. 1918 do r. 1945; V Praze, Státní nakladatelství, 1946)
- Jinak pradědečkové a jinak my (Ilustrovala B. Vejrychová-Solarová; V Praze, Státní nakladatelství, 1946)
- Jsou rostliny živé jako my? (Obrázky nakreslili B. Vejrychová-Solarová a R. Vejrych; V Praze : Státní nakladatelství, 1946)
- Myška Všudybylka (ilustrace Ant. Pospíšil; Praha, Jos. Hokr, 1946) Zobrazení exemplářů s možností jejich objednání
- Práce strojů (autoři J. Hostáň, Dr. A. Sturm, B. Vejrychová-Solarová, R. Vejrych, obrázky nakreslili B. Vejrychová-Solarová a R. Vejrych; V Praze, Státní nakladatelství, 1946)
- Vltava (autoři Jan Hostáň, Ant. Sturm; V Praze, Státní nakladatelství, 1946)
- Obrázková zpráva o úmrtí a pohřbu presidenta Osvoboditele (Napsali V. Osvald a Jan Hostáň; V Praze, Státní nakladatelství, 1947)
- Podivuhodný dům (K Novému roku 1948; Praha, Svoboda, 1947)
- Sovětský svaz (Leták k jeho třicetiletí; V Praze, Státní nakladatelství, 1947)
- Stan v lesích (Ilustroval Kamil Lhoták; V Praze, Mladá fronta, 1947)
- Jak byl zvolen Klement Gottwald presidentem republiky (autoři Jan Hostáň a Jaromír Hořejš; V Praze, Státní nakladatelství, 1948)
- Žertíky pro malé čertíky (Verše Jana Hostáně, kresby a pohádky Ondřeje Sekory; Praha, Josef Hokr, 1948)
- Jeřabinky (Zábavná četba pro čtenáře do 9 let, ilustrace František Ketzek; Praha, Státní nakladatelství, 1949)
- Námořník (S obrázky Ondřeje Sekory; Praha, Josef Hokr, 1949)
- Pod prapory (Verše pro děti k recitaci, ilustrace Frant. Ketzek; Praha, SNDK, 1949)
- Obrázky ze Slovenska (fotografie E. Lazišťan et al.; Praha, SNDK, 1956)
- Švitořilky (pro předškolní věk, ilustroval Ondřej Sekora; Praha, Státní nakladatelství 1961 a Albatros 1972)
- Co kdo věděl (ilustrace Jindřich Kovářík; Praha, SNDK, 1962)
- Dva věrní přátelé – Karel Marx a Bedřich Engels (Praha, SPN, 1970)
- Jak Voloďa přemohl krutého cara (ilustroval Jan Jüngling; Praha, SPN, 1970)
- Naďa hrdinka (povídka o N. K. Krupské], ilustroval Jan Jüngling, Praha, SPN, 1970)
- Rytíři z Východu (ilustroval Jan Jüngling; Praha, SPN, 1970)
- Ranhojič (román o vesnickém lékaři Jakubu Pechancovi, který celý svůj život zasvětil pomoci lidem; Hradec Králové, Kruh, 1972)
- Repetilky (verše pro nejmenší čtenáře a nečtenáře, ilustrace Věra Faltová; Praha, Albatros 1974, 1978) Zobrazení exemplářů s možností jejich objednání
- Uvězněná touha (básně z let 1915-1976, Praha Československý spisovatel, 1978)

### Pedagogické pomůcky a učebnice
- Čtecí lotto (Příloha ke čtecím hrám pro čítanku První kniha ...; V Praze, Státní nakladatelství, 1931)
- Dětský krám pro počítání v elementární třídě, č. 1 a 2 (V Praze, Státní nakladatelství 1931, 1947)
- Hra na barevná pole, Hra na kaňku (Pomůcky k procvičení slov Příhodovy První knihy ...; V Praze, Státní nakladatelství, 1931)
- Kolo-toč! (Hraje se jako "kolo štěstí"; V Praze, Státní nakladatelství, 1931)
- Mlýnek se říkadly (Hra pro nejmenší čtenáře; V Praze, Státní nakladatelství, 1931)
- Německý mlýnek (V Praze, Státní nakladatelství, 1931)
- Páskové hry (Pro nejmenší čtenáře; V Praze, Státní nakladatelství, 1931)
- Abeceda bezpečnosti (Praktické náměty pro školní vyučování s ideovým výkladem dopravního problému, autoři František Alexander Elstner, Jan Hostáň; V Praze, Státní nakladatelství, 1937)
- Doprava po vodě (Nástěnná tabule,učebná pomůcka pro obecné a měšťanské školy s československým jazykem vyučovacím v znění českém; V Praze, Státní nakladatelství, 1938)
- Lesní požár (Pomocná četba poučná pro vyšší třídy školy národní a pro školy střední, kresby Fr. Ketzka; V Praze, Státní nakladatelství 1939, 1949)
- Co dokáže elektřina (četba pro 5. až 8. post. ročník, autoři J. Hostáň, Dr. A. Sturm, B. Vejrychová-Solarová, R. Vejrych; V Praze, Školní nakladatelství pro Čechy a Moravu 1941, 1943 Státní nakladatelství 1947)
- Ovoce (V Praze, Školní nakladatelství pro Čechy a Moravu, 1941, 1943, Státní nakladatelství 1945, 1946)
- V potoce svět uzřela, u kuchařky umřela (Naučná doplňková četba pro 4.-6. postupný ročník, obrázky nakreslili B. Vejrychová-Solarová a R. Vejrych; V Praze, Školní nakladatelství pro Čechy a Moravu 1943, Státní nakladatelství 1946)
- Nerostopis (nerosty a jejich vlastnosti, nekovy a kovy, sloučeniny, sopky, zemětřesení, horniny, dějiny země, jak pořádat sbírky nerostů, ilustrace Pavla Semeráda; V Praze, Josef Hokr, 1945)
- Zeměpis (S ilustracemi Pavla Semeráda; V Praze, Josef Hokr 1945, 1946)
- Afrika (Doplňková četba zeměpisná pro 6.-9. postupný ročník, ilustrace B. Vejrychová-Solarová a R. Vejrych; V Praze, Státní nakladatelství, 1946)
- Československé dějiny (S obrázky Pavla Semeráda; V Praze, Josef Hokr, 1946)
- Chemie (Chemie jedů, léčiv, hnojiv, třaskavin, barev a jiných, s ilustracemi Pavla Semeráda; V Praze, Josef Hokr, 1946)
- Příhody českého chlapce v Sovětském svazu (Doplňková četba pro 6.-9. školní rok; V Praze, Státní nakladatelství, 1946)
- Ptáci (Doplňková (naučná) četba pro 5.-8. post. ročník, obrázky nakreslil J. Liška; V Praze, Státní nakladatelství, 1946)
- Rostlinopis (Jak rostliny žijí, rostou, kvetou, zrají, ilustrace Pavla Semeráda; V Praze, Josef Hokr, 1946)
- Živočichopis (O životě zvířat nyní žijících i vyhynulých, ilustrace Pavla Semeráda; V Praze, Josef Hokr, 1946)
- Boj Čechů za svobodu (V Praze, Státní nakladatelství, 1947)

### Filmografie
- 1958 – Čtyřicet dědečků (námět animovaného filmu, režie a scénář Václav Bedřich)

### Rozhlas
- 1998 – Výňatky z díla Jana Hostáně byly použity v dokumentu Přemysla Ruta o únoru 1948 Červenú zvězdičkú cestu osvítili[12]

### Loutkové divadlo
- Kašpárek osvoboditel (loutková hra o 4 jednáních; Praha. J. Veselý, 1924)
- Princezna a podivní ptáci (loutková hra o 5 jednáních; Choceň, Loutkář, 1925)